# 腎臓

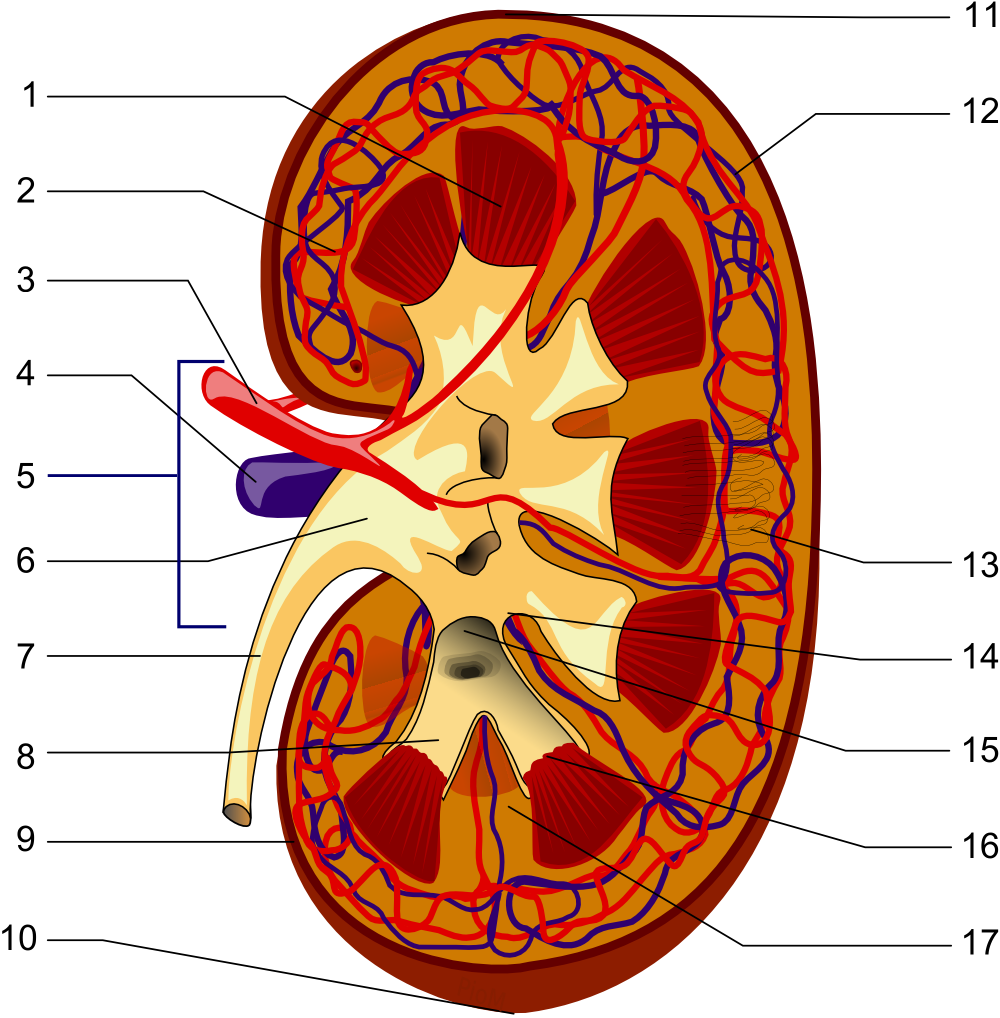
血液循環を記した腎臓の模式図。
1.腎錐体
2.輸入細動脈
3.腎動脈
4.腎静脈
5.腎門
6.腎盤
7.輸尿管
8.腎杯
9.腎被膜
10.下端
11.上端
12.輸出細動脈
13.ネフロン
14.小腎杯
15.大腎杯
16.腎乳頭
17.腎柱

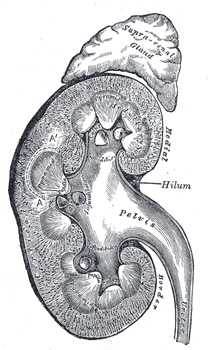
腎臓の前頭断面図（縦断図） 上に白く描かれているのは副腎。副腎は内分泌器官であり、泌尿器官である腎臓とは機能が全く異なる。図中にA…A'で示されている繊維状の部分が髄質（腎錐体）。髄質の外側に皮質が広がる。髄質は本文中にある顕微鏡的構造であるネフロンの集合体。ネフロン中の糸球体は皮質に位置し、糸球体から発した腎細管（細尿管、尿細管ともいう）はいったん髄質中を腎中央に向かって進み、次に戻り、再度他の尿細管と集合しながら小腎杯に向かう。この折り返し部分で水や各種イオンを再吸収する。髄質に囲まれた空洞部分を小腎杯と呼び、小腎杯が集まって大腎杯に、大腎杯をあわせたものを腎盂（腎盤）と呼ぶ。図中にpelvisと書かれている領域である。腎盂はそのまま尿管、さらに膀胱へとつながっている。

腎臓（じんぞう、ラテン語: ren、英語: kidney）とは、脊椎動物に於ける泌尿器系の器官である。血液からの老廃物や余分な水分の濾過及び排出を行って尿を生成するという、体液の恒常性の維持を主な役割とする。

## 一般論
腎臓は発生的には中胚葉の腎節に起源を持つ。脊椎の側面の位置に体を前後に貫く構造であり、大きく前方から前腎・中腎・後腎に分けられる。前腎は発生初期に退化し、魚類、両生類では中腎が機能を持っている。それ以上の脊椎動物では後腎のみが発達する。

## 脊椎動物全般
脊椎動物全体においては、腎臓には前腎・中腎・後腎の三つがある。発生においては前者から後者へと順に形成され、後のものができるとそれに応じて前のものは退化する。その構造もそれぞれに異なっている。発生の上からは、神経胚期に分化する中胚葉の腎節に由来し、体の背面両側に体軸に沿って伸びる部分から分化する。
その最前方から分化するのが前腎である。前腎では個々には腎細管の先端が体腔に向かってラッパ状に開いたものが並んでおり、その口部には繊毛がある。このような構造は無脊椎動物のいわゆる腎管とほぼ同じものである。しかしここに大動脈から分枝した前腎動脈が入り込んで糸球体を形成する場合もある。いずれにせよそれらの管は集まって前腎小管へと続き、それが総排出腔につながる。無顎類の腎臓は生涯この形である。
中腎は前腎と同じく腎管のような構造を持つ部分もあるが、同時にマルピーギ小体を形成しており、よく発達したものでは次第に体腔に口を開く部分はなくなってマルピーギ小体のみが活躍するようになる。それらから続く管は次第に集まって中腎小管へと続くが、これは前腎小管に由来するものである。中腎は一般魚類や両生類がこれを成体まで持っている。
後腎は腎管のように体腔に開いた口を一切持たず、多数のマルピーギ小体によって血液中の水分などのみを漉し取る構造となっている。それらから続く腎細管は集まって独自の輸尿管によってこれを総排出腔へと導く。爬虫類以上のいわゆる羊膜類の成体の腎臓はすべてこれである。この類では前腎・中腎は発生の段階で出現するがすぐに退化する。
なお、系統的に近いとされる頭索類のナメクジウオでは咽頭部の背面側に腎管が対をなして並び、これが前腎に相同との見方がある。ただし、その排出口は個々に囲鰓腔に開いている。
ネコ科の動物は腎臓で死んだ細胞を除去する仕組みは存在するが、遺伝的な問題で機能していないため、5歳ごろから腎臓病になり、最終的に尿毒症で死に至る。このほかにカワウソも腎臓病になりやすいという。
これ以降の記述は主としてヒトの腎臓についてである。

## 形態と構造
ヒトの腎臓はソラマメの種子の様な形をしており、後腹壁の壁側腹膜より後方に位置（後腹膜臓器）し、横隔膜の下に一対ある。身体の右側には肝臓があるため、第11胸椎から第3腰椎位で肝臓によって圧迫されるため右腎は左腎よりやや低い位置にある。重さは約150g（ノート1冊分）で、縦約12cm、幅約6cm、厚さ約3cm。健康な人ならば、移植などで片方を失っても機能上問題は無い。
中央内側の部分はくぼんでおり、「腎門」と呼ばれる。ここには腎盂（腎盤）、腎動脈、腎静脈、輸尿管、リンパ管などが集まる。また、左右の腎臓の間に平行して左側に大動脈、右側に大静脈が走行している。なお、副腎が腎臓の上部に位置している。
組織学的には、左右の腎臓それぞれ約100-120万個のネフロンがあり、ネフロンは糸球体と尿細管（腎細管）から構成されている。さらに腎小体は糸球体およびボーマン嚢、尿細管は近位尿細管、ヘンレループおよび遠位尿細管からそれぞれ構成されている。

## 血流
ヒトの両腎臓は体重の約0.3%を占める一方、心拍出量の20-25%を受け入れる。腎血流量は800-1200ml/分である。ごくわずかな部分が腎臓自体のガス交換、栄養・老廃物交換に用いられるが、ほとんどは糸球体での濾過を目的とする。腎臓に流入するほぼすべての血液は、大動脈から直接分岐した腎動脈に由来し、流出する血液は下大静脈に到る腎静脈を経る。大動脈から腎小体を経て下大静脈に到る経路を下に示す。このうち、腎特有の機能に関係するのは、輸入細動脈、腎小体（糸球体）、輸出細動脈、尿細管周囲毛細血管、尿細管周囲静脈である。
大動脈-腎動脈-腎区動脈-葉間動脈-弓状動脈-小葉間動脈-輸入細動脈-糸球体（腎小体）-輸出細動脈-尿細管周囲毛細血管-尿細管周囲静脈-小葉間静脈-弓状静脈-葉間静脈-腎静脈-下大静脈
糸球体を通過する血液の濾過に関係する力は3種類、すなわち血圧、浸透圧、糸球体嚢圧である。この中で最も強いのが血圧であり、これに血漿膠質浸透圧と糸球体嚢圧が対抗する。差し引き、10mmHgの有効濾過圧が働く。これにより、200万個の糸球体を合わせて1日当たり約150リットルの血液が糸球体で濾過される。

## 主な機能
1. 尿生成を通じて、体液（細胞外液）の恒常性を維持すること
2. 尿素などのタンパク質代謝物を排出すること
3. 内分泌と代謝調整（ビタミンD活性化、赤血球を増やすホルモンエリスロポエチン産生、血圧を上昇させる物質レニン産生[2]）

### 尿生成と排泄
腎動脈から送られてきた血液は、毛細血管を経由して腎小体（マルピーギ小体）に入る。
蛋白質以外の血漿成分は一度ボーマン嚢中に濾過される。その量は通過血液の10%で、濾過された液体は原尿（尿の原料）となる。原尿は1日約150リットル作られるが、尿となるのは約1%で、残り約99%は細尿管で再吸収される。
原尿のうち有効成分（全てのグルコース、95%の水および無機塩類）は腎細管を経由、残り4%の水・無機塩類は集合管を経由し、再吸収されて腎静脈に戻り、再び身体の血流にのる。残った成分（尿、1日約1.5リットル程度）は腎細管を経て腎盂に集まり、尿管を経由して膀胱に排出される。水やナトリウムの再吸収量の調節は、遠位尿細管や集合管で行われ、抗利尿ホルモン（ADH）やアルドステロン、ANPなどのホルモンが関与する。
再生しやすい尿細管に対し、糸球体は損傷しても再生しない為、機能不全や損傷に陥った場合は塩分及びカリウムの制限、人工透析が必要となる。現代人は腎臓に負荷を与える塩分摂取量が多いため、負荷がかかりやすく、知らず知らずのうちに腎臓にダメージを与えている場合がある。

### 内分泌
腎臓には内分泌作用がある。まず、腎血漿流量の低下に反応して傍糸球体細胞よりレニンを分泌することでレニン・アンジオテンシン・アルドステロン系 を賦活し、血圧、尿量を調節している。同時に、血管拡張作用を有するプロスタグランジンが産出され、腎血流の調節に関与している。これはアンジオテンシンIIによる血管収縮作用が腎動脈に及ばないように調節する意味がある。次に尿細管間質細胞でエリスロポエチンを分泌し、骨髄での赤血球の産生を働きかける。このため、腎疾患で尿細管が傷害されると貧血になることがある（腎性貧血）。最後に副甲状腺ホルモンは尿細管に作用してビタミンDの活性化を起こし、血中カルシウムの上昇作用を担う。

## 腎臓の疾患と予防

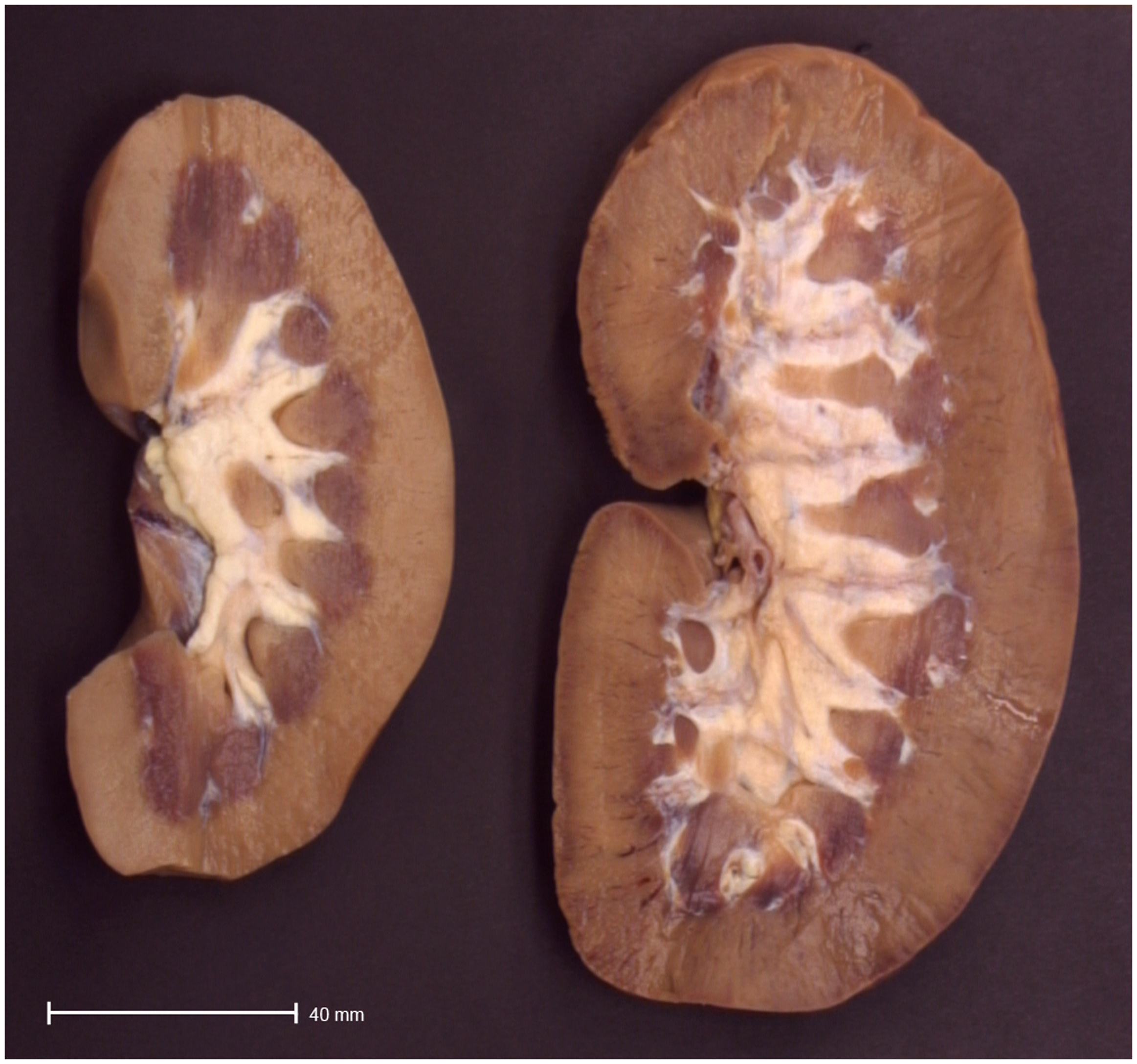
通常の豚の腎臓（←）と（→）片側のみが機能して代償性肥大化した豚の腎臓

### 腎臓の疾患
- 急性腎不全
- 慢性腎不全
- 腎盂腎炎
- 糸球体腎炎（急性・慢性）
- 腎臓癌
- 腎結石
- ネフローゼ症候群
- IgA腎症
- 糖尿病性腎症
- 腎下垂（英語版）（遊走腎）[4]
- 腎血管性高血圧症
- 腎梗塞

### 世界腎臓デー
国際腎臓病学会と腎臓財団国際協会の共同提案で毎年3月第2木曜日が世界腎臓デーに定められている。

## 文化
中央アジアのカザフの伝統文様にブイレク（腎臓文様）と呼ばれる腎臓をかたどった文様があり豊かさの象徴となっている。
形状の比喩としてソラマメと上述したが、英語でキドニー（腎臓）ビーンズと言えばインゲンマメの事である（特に赤インゲンが似ている）。
BMWの自動車のフロントグリルは2分割され、丸みを帯びたデザインで腎臓に似ているため「キドニーグリル」と呼ばれる。
ボクシングにおいて相手の胴体背面から腎臓付近へ故意に打撃を行うと「キドニーブロー」と呼ばれる反則となり警告を受ける。

### 食材
他の多くの臓器と同じく、牛、羊、豚など家畜の腎臓は食用に供される。日本では腎臓を用いた料理はほとんど見られないが（ホルモン焼き料理店などでかろうじて扱われる程度。マメと呼ばれる）、欧米では多く食されている。副腎などを取り除き（肉屋では多くの場合副腎が付いたまま陳列されているが、注文した段階でサービスとして処理してくれることもある）、血抜きなどの処理を施した後二つに開き、野菜やきのこなどと共にグリルやソテーで食べる。半生でも食べられ、レストランなどでは肉と同様に焼き加減を訊かれる場合もあるが、多少の臭みがあるため、ソースなどと共に食べるのが一般的である。フランスではヒトの腎臓はランと言うが食材としての家畜の腎臓はロニョンと言う場合が多い。牛の腎臓はロニョン・ド・ブッフと呼ばれ、代表的なフランス家庭料理のひとつである。